# European Student Moon Orbiter
European Student Moon Orbiter (ESMO) est un projet de l'Agence spatiale européenne qui a pour objectif de faire concevoir et réaliser par des étudiants européens un vrai satellite capable de voyager jusqu'à la Lune et de s'y placer en orbite polaire afin de réaliser des photographies haute résolution pour les renvoyer sur Terre.
En cas de succès, ESMO sera le premier satellite étudiant au monde à atteindre la Lune.

## En savoir plus
- ESMO sur le Site de l'agence spatiale Européenne